# Secondo (geometria)
In geometria, il secondo (simbolo: ″, Unicode U+2033, HTML entity &Prime;) è un'unità di misura degli angoli. 
- 1 grado = 60 primi
- 1 primo = 60 secondi

Un secondo corrisponde quindi a 1/3600 di grado.
Per distinguerli dall'unità di misura del tempo si parla spesso di secondi d'arco e primi d'arco. Un secondo di tempo equivale a quindici secondi d'arco della rotazione terrestre.
Il secondo d'arco è particolarmente utilizzato in astronomia, geodesia, meccanica di precisione e più in generale dove è necessario lavorare con valori angolari estremamente piccoli. In astronomia si può usare un sottomultiplo, il milliarcosecondo con simbolo mas, abbreviazione di milli-arcsec.
Un arcosecondo equivale a uno spostamento laterale in posizione di 0,4318 millimetri visto da 100 metri (0,017 pollici a 100 metri).